# Pośredniok

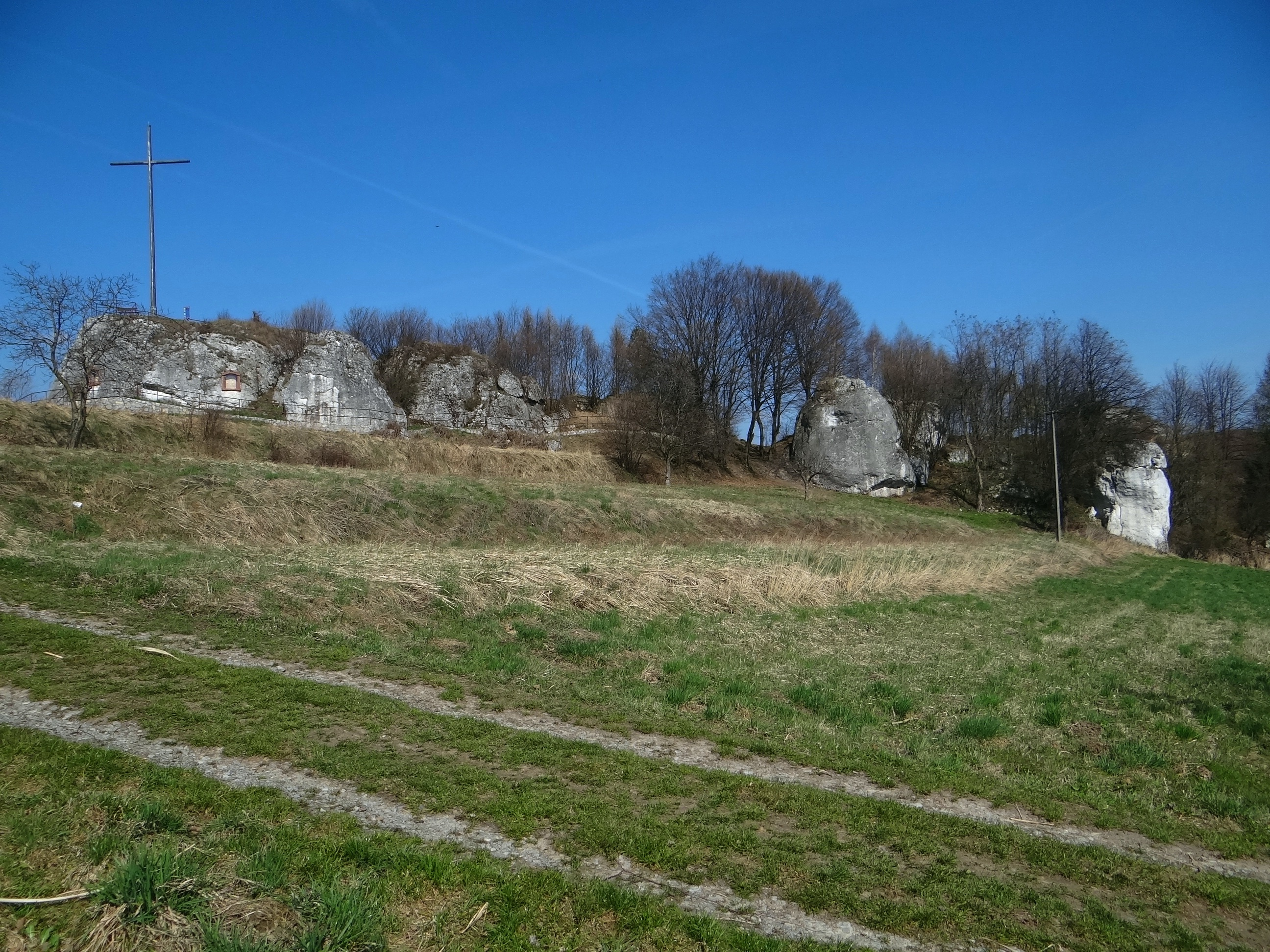
Nielepickie Skały

Pośredniok – jedna z Nielepickich Skał na grzbiecie wzgórza Dymniok w miejscowości Nielepice w województwie małopolskim, w powiecie krakowskim, w gminie Zabierzów. Znajduje się w mezoregionie Garb Tenczyński na Wyżynie Krakowsko-Częstochowskiej. Jest środkową w grupie 4 skał (pozostałe to Skała z Krzyżem, Dymniok Szary i Dymniok Biały.
Skała znajduje się na terenie prywatnym. Jej pionowe ściany i przewieszki są celem wspinaczy skalnych. Wytyczyli oni na niej kilka dróg wspinaczkowych. Obok nazwy drogi podano stopień trudności i asekurację; r – ringi, rz – ringi zjazdowe:
- Szpaksy VI.3+ (2r + rz)
- Znowu VI.1+ (2r + rz)
- Obsrywator VI.3 (3r + rz)
- Sik z hotelu VI.2 (3r + rz)
- Kanał prawy VI.1+ (3r + rz)

Pośredniok znajduje się na terenie otwartym. Ma wysokość 6 m.

## Szlaki turystyczne
Szlak spacerowo – edukacyjny wokół Nielepic: Nielepice, centrum – okopy z 1944 r. – kamieniołom wapienia Nielepice – Bukowa Góra – Dębowa Góra – Jaskinia przy Kamyku (Jaskinia Pańskie Kąty) – Pajoki – Nielepickie Skały – Nielepice. Jest to zamknięta pętla o długości około 8 km